# Musée de Bassorah
Le musée de Bassorah est un musée archéologique situé à Bassorah, capitale de la province d'Al Basra en Irak.